# Psephisma
Psephisma (altgriechisch ψήφισμα, Plural ψηφίσματα Psephismata) war im politischen System der griechischen Polis ein durch Stimmenmehrheit gefällter Beschluss (wörtlich: durch Abstimmung mit Psephoi, „Stimmsteinen“), insbesondere ein durch eine Volksabstimmung bestätigter Beschluss im Gegensatz zu dem hergebrachten, unveränderlichen (Natur-)Gesetz und Brauch (Nomos).
In Athen war es der durch die Volksversammlung bestätigte Beschluss im Gegensatz zum Probuleuma (προβούλευμα), dem in einer Ratsversammlung gefassten (Vor-)Beschluss.
In der römischen Kaiserzeit bezeichnete Psephisma speziell eine auf einem Volksbeschluss beruhende Dankadresse einer griechischen Polis an den Kaiser.
Im übertragenen Sinn wird eine Inschrift mit der Aufzeichnung eines derartigen Beschlusses dann auch als Psephisma bezeichnet (z. B. das Psephisma von Lumbarda).